# Тијана
Тијана је старо словенско, пре свега српско женско име, настало од корена „тих (а)“. Изворни облик имена је био Тихана, али је током времена слово „х“ замукло и прешло у „ј“. Према другом тумачењу ово име води порекло од латинске речи „tija“, што значи „мирисно дрво“. У Словенији је ово варијанта речи Татјана.

## Популарност
Тијана је данас често име у Србији, Хрватској и другим јужнословенским земљама. У Србији је у периоду од 2003. до 2005. било на тринаестом месту по популарности. У Хрватској је током 20. века било веома популарно, посебно почевши од седамдесетих година.